# Dyreforsøg
Dyreforsøg er betegnelsen for forskning eller undervisning på højere læreanstalter og i industrien, hvori dyr indgår.
For at et dyr skal gå ind under den danske forsøgsdyrslovgivning skal det være et hvirveldyr, altså et dyr med rygsøjle, eller en blæksprutte. Det vil sige at f.eks. fisk og lampretter går ind under lovgivningen, mens insekter ikke er inkluderet.
Et dyreforsøg er kendetegnet ved at dyret udsættes for lidelse, der som minimum modsvarer et stik med en kanyle. ("Kanylekriteriet").
Brug af forsøgsdyr skal godkendes hos Dyreforsøgstilsynet, hos hvem brugere af forsøgsdyr også årligt rapporterer tilbage.
Både brugen, metoder og opstaldningsforhold, altså alt som dyrene kommer ud for, skal godkendes. 
I Danmark bruges omkring 360.000 forsøgsdyr om året (338.285 i 2006 ), fortrinsvis mus og rotter, men også en del fisk og svin. 
Et stort forbrug har medicinalvirksomheden Novo Nordisk, der brugte ca. 100.000 forsøgsdyr i 1998.
Tallet er dog siden faldet til 54.675 dyr i 2007.
Lægemiddelstyrelsen i Danmark arbejder for at minimere antallet af dyreforsøg i medicinske forsøg og gik i 2010 i gang med at revidere standarderne for, hvordan lægemidler skal tjekkes og testes.

## Ekstern henvisning
- Hjemmeside for Dyreforsøgstilsynet hos Fødevarestyrelsen
- Beskrivelse af dyreforsøg i lægemiddelindustrien Arkiveret 5. november 2010 hos  Wayback Machine hos Lægemiddelindustriforeningen.
- Danmarks 3R-Center Arkiveret 3. november 2016 hos  Wayback Machine